# 엘푸에르토데산타마리아
엘푸에르토데산타마리아(El Puerto de Santa María)는 스페인 안달루시아 지방의 주인 카디스주의 도시로, 인구는 87,696명(2009년 기준), 면적은 159.34km2이다.
포도주 셰리의 생산지로 유명하며 매년 여름마다 이 곳에 있는 경기장에서는 투우 경기가 열린다.

## 갤러리

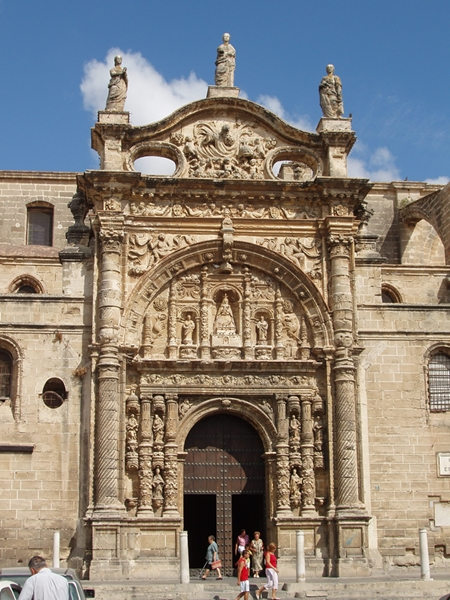
마요르 프리오랄 대성당
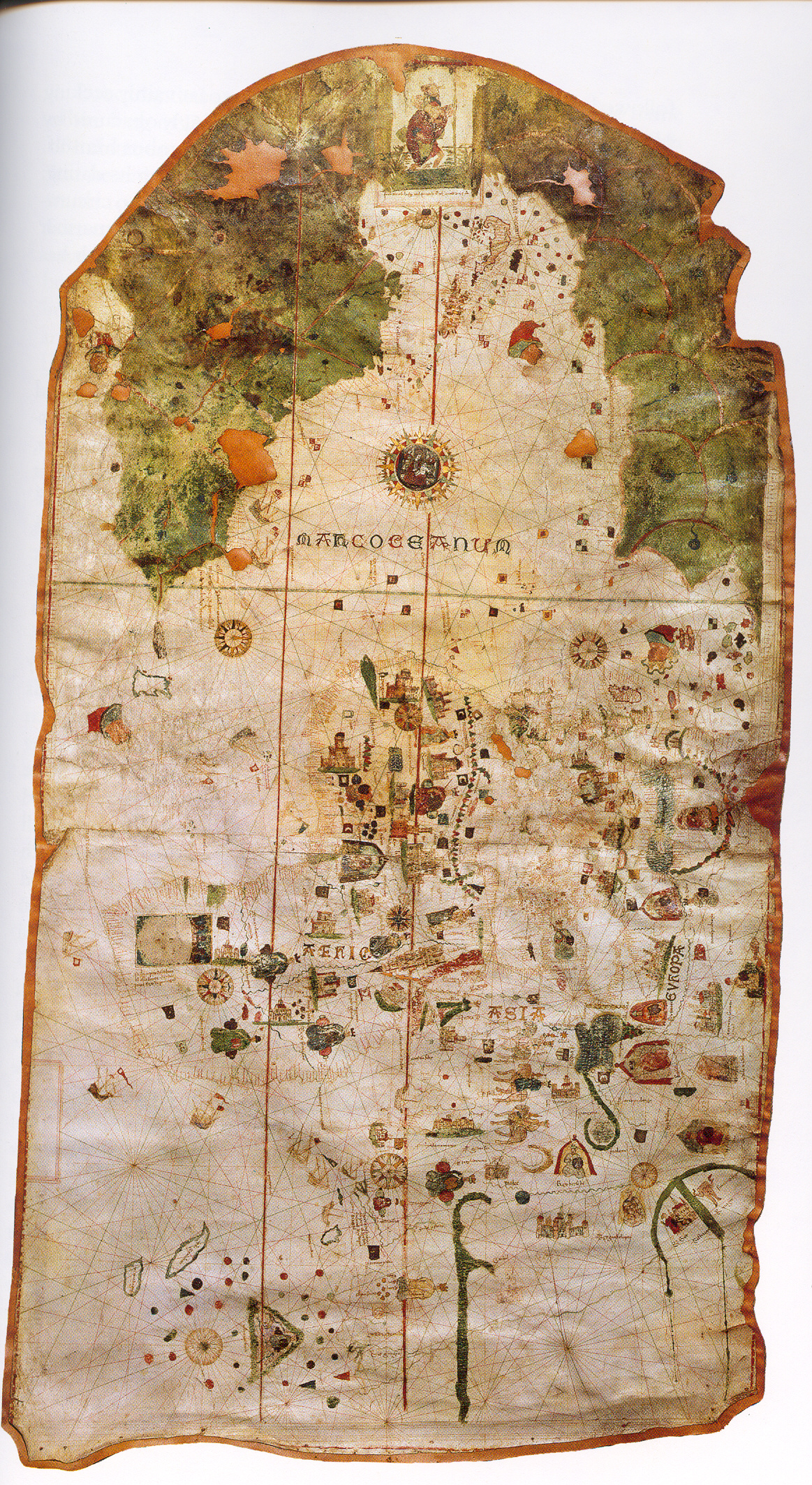
후안 데 라 코사가 그린 지도